# Agnès de France (1260-1325)
Pour les articles homonymes, voir Agnès de France et Agnès de Bourgogne (homonymie).
Agnès de France, née vers 1260 ou 1265, morte le 19 décembre 1325 à Lantenay, est une princesse capétienne française, devenue duchesse de Bourgogne par son mariage avec le duc Robert II. Elle joue un rôle politique important dans le royaume de France au début du XIVe siècle, exerçant la régence de ses enfants et défendant les droits de sa petite-fille Jeanne au trône de France, puis au trône de Navarre.

## Biographie
Agnès est né vers 1260. Elle est la dernière fille de Louis IX, dit saint Louis, roi de France et de son épouse Marguerite de Provence.
Elle est mariée, en 1273, à Robert II, duc de Bourgogne (1248-1306).
À la mort de son époux en 1306, elle devient régente du duché et exerce la tutelle de ses enfants.
En 1316, à la mort du roi Louis X le Hutin, elle défend les droits de sa petite-fille Jeanne au trône de France face aux ambitions du régent Philippe de Poitiers, frère du défunt. Malgré cela, ce dernier accède au trône en novembre de la même année, après la mort du jeune roi Jean Ier le Posthume.
En 1323, Agnès de France fait son testament au manoir d'Arcenant. Elle meurt deux ans plus tard et est inhumée à l'abbaye de Cîteaux.

## Famille
Agnès épouse en 1273 Robert II, duc de Bourgogne. De cette union sont nés :
- Jean (v. 1279 † 1283) ;
- Marguerite, née en 1285, morte jeune ;
- Blanche († 1348), x 1307 Édouard Ier le Libéral (1284 †1329), comte de Savoie ;
- Marguerite (1290 † 1315) mariée en 1305 à Louis X le Hutin (1289 †1316) roi de Navarre et de France ;
- Jeanne (1293-1349) épousa Philippe de Valois roi de France sous le nom de Philippe VI, fils de Charles de Valois, frère de Philippe le Bel ;
- Hugues V (1294 † 1315), duc de Bourgogne (1306-1315) ;
- Eudes IV (1295-1349), duc de Bourgogne (1315-1349) ;
- Marie, née vers 1298, mariée en 1310 avec Édouard Ier, comte de Bar ;
- Louis (1297 † 1316), roi titulaire de Thessalonique ;
- Robert (1302 † 1334), mariée à Jeanne de Chalon, qui fut ensuite comtesse de Tonnerre.